# Saint-Hippolyte (Doubs)
 Saint-Hippolyte  es una población y comuna francesa, en la región de Franco Condado, departamento de Doubs, en el distrito de Montbéliard. Es el chef-lieu y mayor población del cantón de Saint-Hippolyte.

## Demografía
| 1310 | 1277 | 1216 | 1179 | 1128 | 1045 |
| Para los censos de 1962 a 1999 la población legal corresponde a la población sin duplicidades (Fuente: INSEE [Consultar]) |      |      |      |      |      |

## Personalidades relevantes
- Jacques Courtois (1621-1676), pintor y jesuita.
- Guillaume Courtois (1628-1679), pintor y hermano de Jacques Courtois.